# Габлі Тауншип (округ Скайлкілл, Пенсільванія)
Габлі Тауншип (англ. Hubley Township) — селище (англ. township) в США, в окрузі Скайлкілл штату Пенсільванія. Населення — 861 особа (2020).

## Демографія
Згідно з переписом 2010 року, у селищі мешкали 854 особи в 344 домогосподарствах у складі 249 родин. Було 381 помешкання
Расовий склад населення:
| - 98,7 % — білих - 0,2 % — азіатів - 0,1 % — корінних американців - 0,1 % — чорних або афроамериканців |

До двох чи більше рас належало 0,6 %. Частка іспаномовних становила 0,5 % від усіх жителів.
За віковим діапазоном населення розподілялося таким чином: 20,8 % — особи молодші 18 років, 61,5 % — особи у віці 18—64 років, 17,7 % — особи у віці 65 років та старші. Медіана віку мешканця становила 44,3 року. На 100 осіб жіночої статі у селищі припадало 97,2 чоловіків;  на 100 жінок у віці від 18 років та старших — 108,0 чоловіків також старших 18 років.
Середній дохід на одне домашнє господарство  становив 65 300 доларів США (медіана — 41 406), а середній дохід на одну сім'ю — 80 405 доларів (медіана — 51 875). Медіана доходів становила 36 563 долари для чоловіків та 33 438 доларів для жінок. За межею бідності перебувало 9,3 % осіб, у тому числі 28,7 % дітей у віці до 18 років та 5,8 % осіб у віці 65 років та старших.
Цивільне працевлаштоване населення становило 346 осіб. Основні галузі зайнятості: виробництво — 24,0 %, освіта, охорона здоров'я та соціальна допомога — 17,9 %, роздрібна торгівля — 12,1 %, сільське господарство, лісництво, риболовля — 9,8 %.